# Туендат (Первомайский район)
Туендат — деревня в Первомайском районе Томской области России. Входит в состав Новомариинского сельского поселения. Население 402 чел. (2021) .

## История
Основана в 1826 г. По другим сведениям в 1851 г. выходцами из Воронежской губернии. До середины 1920-х годов носило название Архангельское. В 1926 году село Туендат состояло из 132 хозяйств, основное население — русские. Центр Туендатского сельсовета Зачулымского района Томского округа Сибирского края.
Согласно Закону Томской области от 10 сентября 2004 года № 204-ОЗ деревня вошла в состав Новомариинского сельского поселения.
На кладбище деревни Туендат 12 октября 2017 года поставлен крест, на котором закреплена табличка: «Памятный крест установлен в 2017 году на месте захоронения священника Михайло-Архангельской церкви села Туендат (Баюрово) Никиты Акимовича Казакова, убитого за веру в период массовых репрессий сотрудниками карательных органов советской власти 17 июня 1929 года»

## Население
| 1926 | 2002 | 2010 | 2012 | 2013 | 2014 | 2015 |
| ---- | ---- | ---- | ---- | ---- | ---- | ---- |
| 721  | ↘430 | ↗449 | ↗459 | ↘456 | ↗461 | ↘453 |
| 2021 |      |      |      |      |      |      |
| ↘402 |      |      |      |      |      |      |

Было известно с царского времени как место ссылки. С деревней, с ссыльным из Херсонский губернии,  связана родословная Юрия Владимировича Петрова (1939—2011), философа, профессора Томского университета.

## Инфраструктура
Личное подсобное хозяйство.

## Транспорт
Просёлочные дороги.